# هوارد ريتشاردز
هوارد ريتشاردز (بالإنجليزية: Howard Richards)‏ هو لاعب كرة قدم أمريكية أمريكي، ولد في 7 أغسطس 1959 في سانت لويس في الولايات المتحدة.

## وصلات خارجية
- هوارد ريتشاردز على موقع مرجع كرة القدم المحترفة.كوم (الإنجليزية)